# 肯德拉·哈里森
肯德拉·哈里森（英語：Kendra Harrison，1992年9月18日—）是一名美国跨栏运动员。她代表美国参加2015年世界田径锦标赛和2016年世界室内田径锦标赛。哈里森在2016年7月22日在伦敦大奖赛上以12.20秒创造新的世界纪录。